# Boursay
 (août 2014).
Si vous disposez d'ouvrages ou d'articles de référence ou si vous connaissez des sites web de qualité traitant du thème abordé ici, merci de compléter l'article en donnant les références utiles à sa vérifiabilité et en les liant à la section « Notes et références ».
Ne doit pas être confondu avec Bourday.
Pour les articles homonymes, voir Boursay.
Boursay est une commune française située dans le département de Loir-et-Cher en région Centre-Val de Loire.
Localisée au nord du département, la commune fait partie de la grande région du Perche, région naturelle accidentée composée de  vallons, de plateaux, de collines, de crêtes et de vallées.
L'occupation des sols est marquée par l'importance des espaces agricoles et naturels qui occupent la quasi-totalité du territoire communal. Plusieurs espaces naturels d'intérêt sont présents dans la commune : deux zones naturelles d'intérêt écologique, faunistique et floristique (ZNIEFF) et un espace naturel sensible,  En 2010, l'orientation technico-économique de l'agriculture dans la commune est la culture des céréales et des oléoprotéagineux. À l'instar du département qui a vu disparaître le quart de ses exploitations en dix ans, le nombre d'exploitations agricoles a fortement diminué, passant de 33 en 1988, à 20 en 2000, puis à 20 en 2010.
Avec 166 habitants en 2017, la commune fait partie des 28 communes les plus faiblement peuplées de Loir-et-Cher.
Le patrimoine architectural de la commune comprend un bâtiment porté à l'inventaire des monuments historiques : l'église Saint-Pierre de Boursay.

## Géographie

### Localisation et communes limitrophes
La commune de Boursay se trouve au nord du département de Loir-et-Cher, dans le Perche,. À vol d'oiseau, elle se situe à 54,7 km  de Blois, préfecture du département, à 26 km de Vendôme, sous-préfecture, et à 19,7 km de Savigny-sur-Braye, chef-lieu du canton du Perche dont dépend la commune depuis 2015. La commune fait en outre partie du bassin de vie de Mondoubleau.
Les communes les plus proches sont : 
Saint-Agil (3,7 km), Choue (3,8 km), Arville (5,1 km), Saint-Marc-du-Cor (5,3 km), Oigny (5,9 km), La Chapelle-Vicomtesse (6 km), La Fontenelle (6,2 km), Mondoubleau (7 km) et Souday (7,9 km).
La commune se trouve dans la région naturelle du Perche.
L'activité économique de la commune reste essentiellement agricole, les activités commerciales et artisanales du Bourg ayant presque complètement disparu avec le déclin de la population depuis le début du XXe siècle.
Toutefois la connexion à l'ADSL en 2009 semble permettre l'émergence d'une nouvelle économie fondée sur les échanges Internet[réf. nécessaire].
| Couëtron-au-Perche | La Fontenelle |                        |
|                    | Boursay       | Droué                  |
| Choue              |               | La Chapelle-Vicomtesse |

### Paysages et relief
Dans le cadre de la Convention européenne du paysage, adoptée le 20 octobre 2000 et entrée en vigueur en France le 1er juillet 2006, un atlas des paysages de Loir-et-Cher a été élaboré en 2010 par le conseil d'architecture, d'urbanisme et de l'environnement (CAUE) de Loir-et-Cher, en collaboration avec la DIREN Centre (devenue direction régionale de l'Environnement, de l'Aménagement et du Logement (DREAL) en 2011), partenaire financier. Les paysages du département s'organisent ainsi en huit grands ensembles et 25 unités de paysage,. La commune fait partie de l'unité de paysage du « Perche Gouët », au sein du Perche.
Le Perche Gouët présente des successions de vallons et de collines, dégageant des vues alternativement intimes et ouvertes et offrant de riches paysages, contrastant avec les autres paysages du département, marqués par de grandes étendues des plateaux  et de larges vallées, et constituant ainsi une exception. Cette forme mouvementée des reliefs s'explique par la nature argileuse des sols dans lesquels les rivières et ruisseaux y ont facilement sculpté des vallons et vallées successives aux profils arrondis.
L'altitude du territoire communal varie de 136 mètres à 210 mètres,.

### Hydrographie

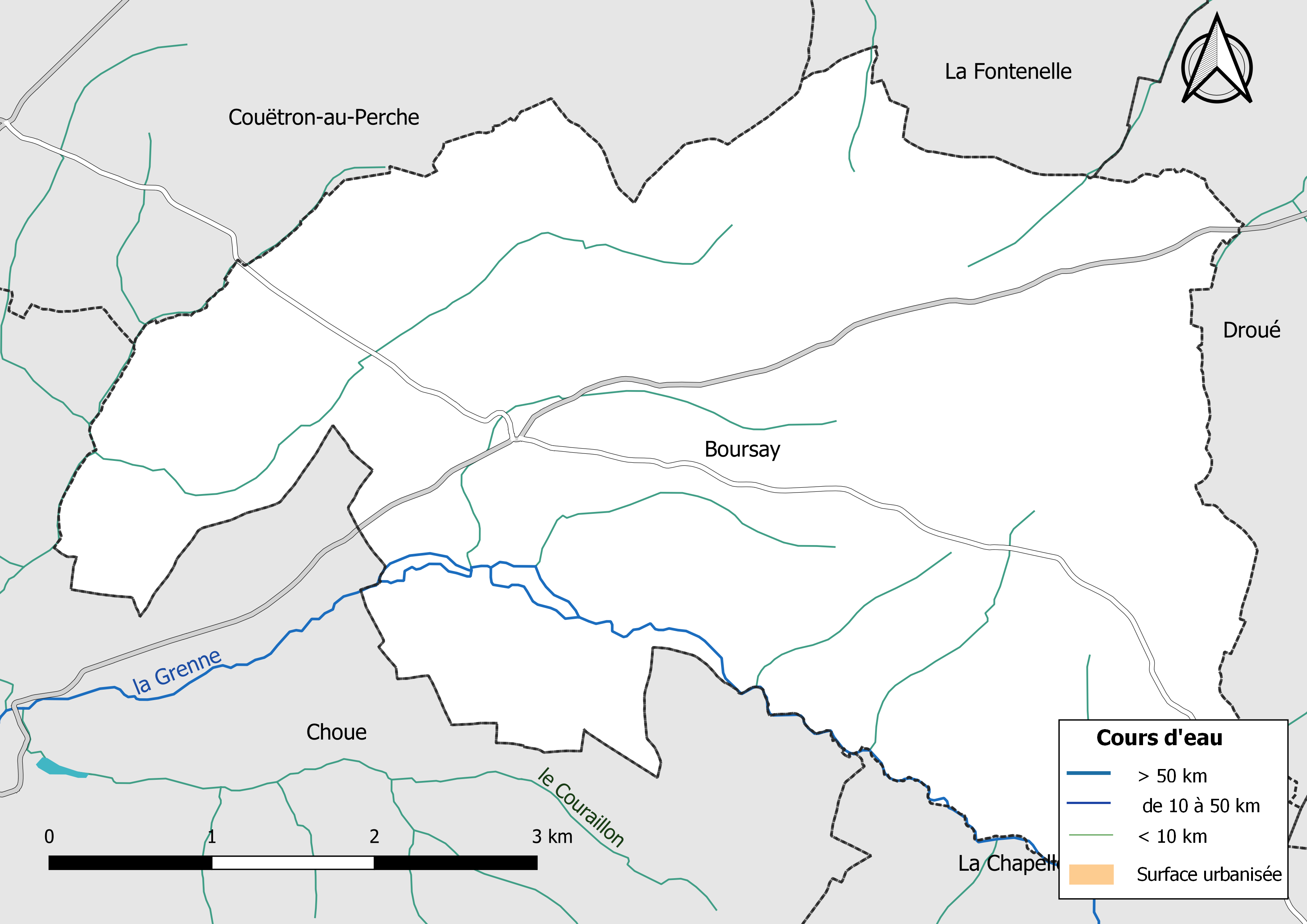
Réseau hydrographique de Boursay.

La commune est drainée par la Grenne (4,336 km) et par divers petits cours d'eau, constituant un réseau hydrographique de 25,21 km de longueur totale.
La Grenne traverse la commune en s'écoulant de l'est vers l'ouest. D'une longueur totale de 28,2 km, elle prend sa source dans la commune de La Chapelle-Vicomtesse (Loir-et-Cher) et se jette  dans la Braye à Sargé-sur-Braye (Loir-et-Cher), après avoir traversé 7 communes.
Sur le plan piscicole, ce cours d'eau est classé en première catégorie, où le peuplement piscicole dominant est constitué de salmonidés (truite, omble chevalier, ombre commun, huchon).

### Climat
Pour des articles plus généraux, voir Climat du Centre-Val de Loire et Climat de Loir-et-Cher.
En 2010, le climat de la commune est de type climat océanique dégradé des plaines du Centre et du Nord, selon une étude du CNRS s'appuyant sur une série de données couvrant la période 1971-2000. En 2020, Météo-France publie une typologie des climats de la France métropolitaine dans laquelle la commune est exposée à un climat océanique altéré et est dans la région climatique Moyenne vallée de la Loire, caractérisée par une bonne insolation (1 850 h/an) et un été peu pluvieux.
Pour la période 1971-2000, la température annuelle moyenne est de 10,9 °C, avec une amplitude thermique annuelle de 14,8 °C. Le cumul annuel moyen de précipitations est de 749 mm, avec 11,9 jours de précipitations en janvier et 7,4 jours en juillet. Pour la période 1991-2020, la température moyenne annuelle observée sur la station météorologique de Météo-France la plus proche, dans la commune de Choue à 4 km à vol d'oiseau, est de 11,9 °C et le cumul annuel moyen de précipitations est de 645,6 mm,. Pour l'avenir, les paramètres climatiques de la commune estimés pour 2050 selon différents scénarios d'émission de gaz à effet de serre sont consultables sur un site dédié publié par Météo-France en novembre 2022.

### Milieux naturels et biodiversité

#### Zones naturelles d'intérêt écologique, faunistique et floristique
L'inventaire des zones naturelles d'intérêt écologique, faunistique et floristique (ZNIEFF) a pour objectif de réaliser une couverture des zones les plus intéressantes sur le plan écologique, essentiellement dans la perspective d'améliorer la connaissance du patrimoine naturel national et de fournir aux différents décideurs un outil d'aide à la prise en compte de l'environnement dans l'aménagement du territoire. Le territoire communal de Boursay comprend deux ZNIEFF : 
- le « Bocage de la Gaudinerie » (25,73 ha)[25] ;
- la « Vallée de la Grenne » (733,78 ha)[26].

#### Espaces naturels sensibles
Dans le cadre de sa politique environnementale, le conseil départemental labellise certains sites au patrimoine naturel remarquable, les « espaces naturels sensibles », dans le but de les préserver, les faire connaître et les valoriser. Vingt-six sites sont ainsi identifiés dans le département dont un situé sur le territoire communal : le « Chemin des Trognes », constitué de bocage et trognes.

Cartes des Znieff.
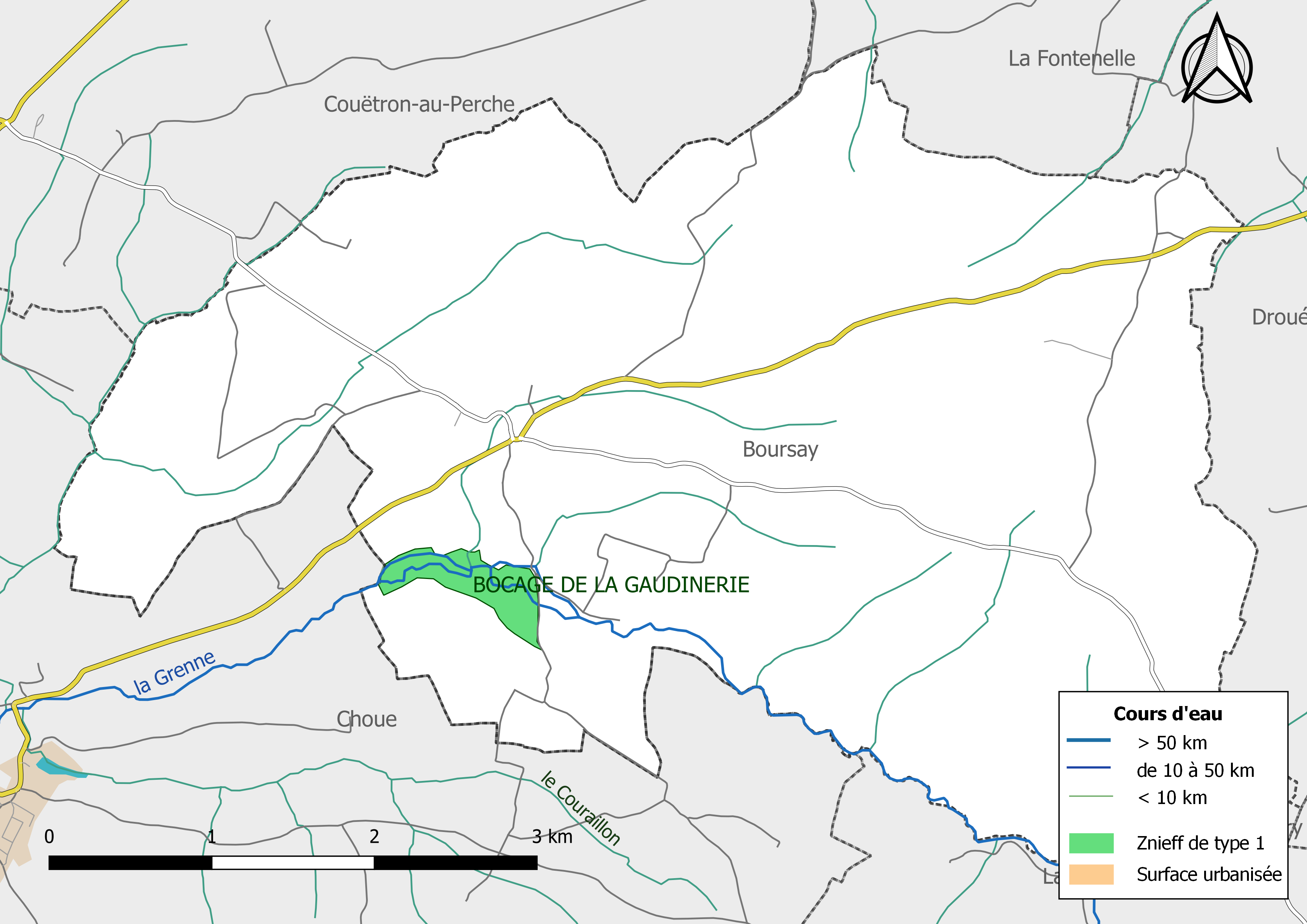
Carte des ZNIEFF de type 1 localisées dans la commune[Note 2].
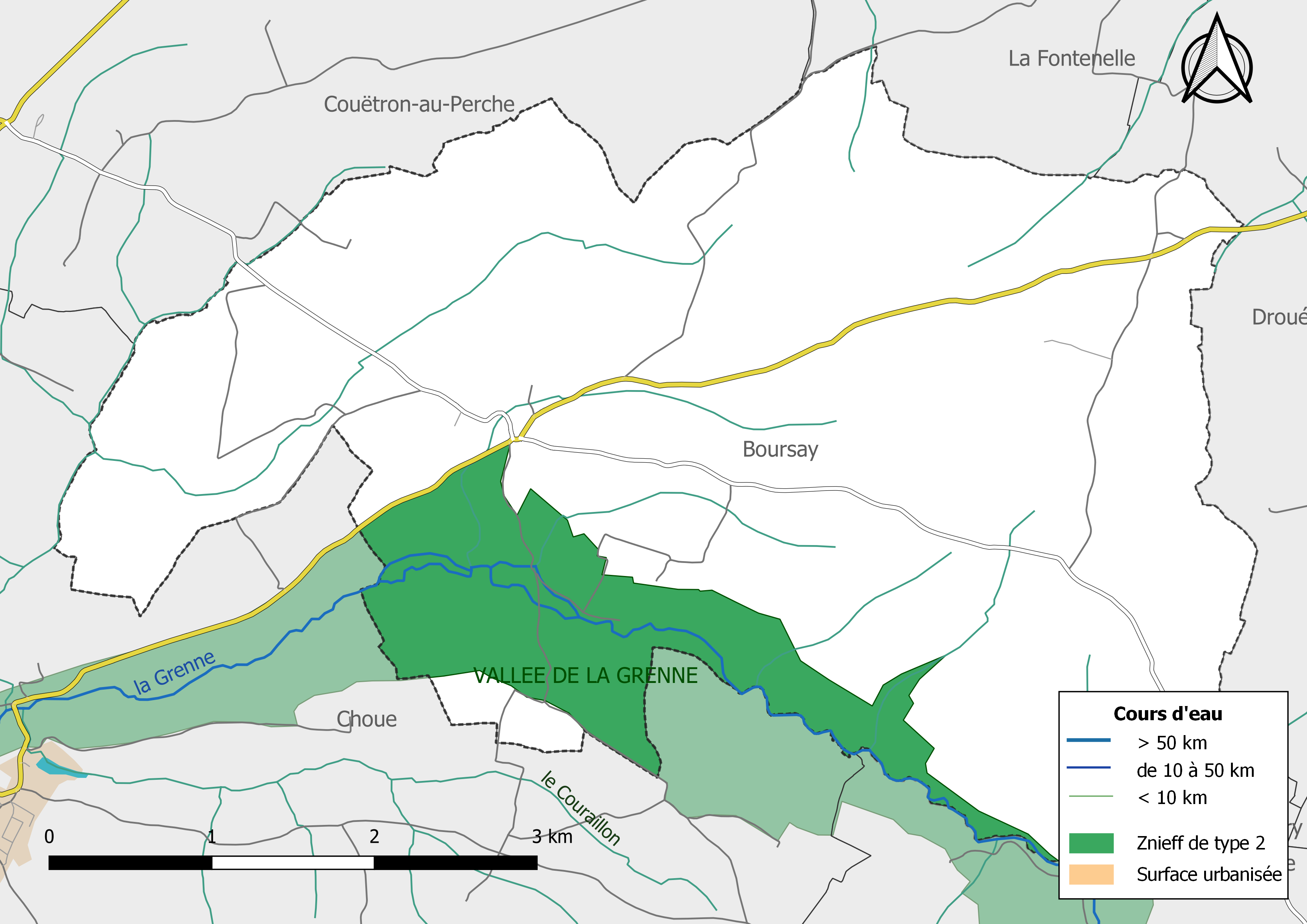
Carte des ZNIEFF de type 2 localisées dans la commune[Note 3].

## Urbanisme

### Typologie
Au 1er janvier 2024, Boursay est catégorisée commune rurale à habitat très dispersé, selon la nouvelle grille communale de densité à sept niveaux définie par l'Insee en 2022.
Elle est située hors unité urbaine et hors attraction des villes,.

### Occupation des sols
L'occupation des sols est marquée par l'importance des espaces agricoles et naturels (96,8 %). La répartition détaillée ressortant de la base de données européenne d'occupation biophysique des sols Corine Land Cover millésimée 2012 est la suivante : 
- terres arables (11,6 %) ;
- cultures permanentes (0,6 %) ;
- zones agricoles hétérogènes (15,4 %) ;
- prairies (3,5 %) ;
- forêts (65,2 %) ;
- milieux à végétation arbustive ou herbacée (0,7 %) ;
- zones urbanisées (1 %) ;
- espaces verts artificialisés non agricoles (0,5 %) ;
- zones industrielles et commerciales et réseaux de communication (1,7 %) ;
- eaux continentales (0,5 %)[15].

Le territoire est marqué par un tissu urbain dense, maillé par un vaste réseau de voiries, où l'agriculture est toujours présente et apporte une harmonie dans le paysage urbain. À l'échelle de l'unité géographique « Cœur d'agglomération », qui regroupe neuf communes, dont Fossé, la consommation d'espaces agricoles et naturels pour répondre aux besoins de développement a été soutenue. 64,4 % des aménagements (logements, équipements, entreprises) ont été réalisés sur de nouveaux terrains, soit 252 hectares entre 2002 et 2015. La part des aménagements en densification est la plus importante de l'agglomération: 35,6 % des aménagements ont été réalisés dans des espaces libres ou en friche de l'espace urbain.

### Planification
La loi SRU du 13 décembre 2000 a incité fortement les communes à se regrouper au sein d'un établissement public, pour déterminer les partis d'aménagement de l'espace au sein d'un schéma de cohérence territoriale (SCOT), un document essentiel d'orientation stratégique des politiques publiques à une grande échelle. La commune est dans le territoire du  SCOT des Territoires du Grand Vendômois, approuvé en 2006 et dont la révision a été prescrite en 2017, pour tenir compte de l'élargissement de périmètre,.
En matière de planification, la commune disposait en 2017 d'un plan local d'urbanisme en révision. Par ailleurs, à la suite de la loi ALUR (loi pour l'accès au logement et un urbanisme rénové) de mars 2014, un plan local d'urbanisme intercommunal couvrant le territoire de la communauté de communes des Collines du Perche a été prescrit le 3 décembre 2015.

### Habitat et logement
En 2018, le nombre total de logements dans la commune était de 164, alors qu'il était de 168 en 2013 et de 172 en 2008.
Parmi ces logements, 51 % étaient des résidences principales, 37,7 % des résidences secondaires et 11,3 % des logements vacants. Ces logements étaient pour 97,7 % d'entre eux des maisons individuelles et pour 2,3 % des appartements.
Le tableau ci-dessous présente la typologie des logements à Boursay en 2018 en comparaison avec celle de Loir-et-Cher et de la France entière. Une caractéristique marquante du parc de logements est ainsi une proportion de résidences secondaires et logements occasionnels (37,7 %) très supérieure à celle du département (7,9 %) et à celle de la France entière (9,7 %). Concernant le statut d'occupation de ces logements, 85,2 % des habitants de la commune sont propriétaires de leur logement (84,3 % en 2013), contre 68,3 % pour le Loir-et-Cher et 57,5 % pour la France entière.
| Typologie                                               | Boursay | Loir-et-Cher | France entière |
| ------------------------------------------------------- | ------- | ------------ | -------------- |
| Résidences principales (en %)                           | 51      | 81,3         | 82,1           |
| Résidences secondaires et logements occasionnels (en %) | 37,7    | 7,9          | 9,7            |
| Logements vacants (en %)                                | 11,3    | 10,8         | 8,2            |

### Risques majeurs
Le territoire communal de Boursay est vulnérable à différents aléas naturels : inondations (par débordement  ou par ruissellement), climatiques (hiver exceptionnel ou canicule), mouvements de terrains ou sismique (sismicité très faible).
Il est également exposé à un risque technologique : le transport de matières dangereuses,.

#### Risques naturels

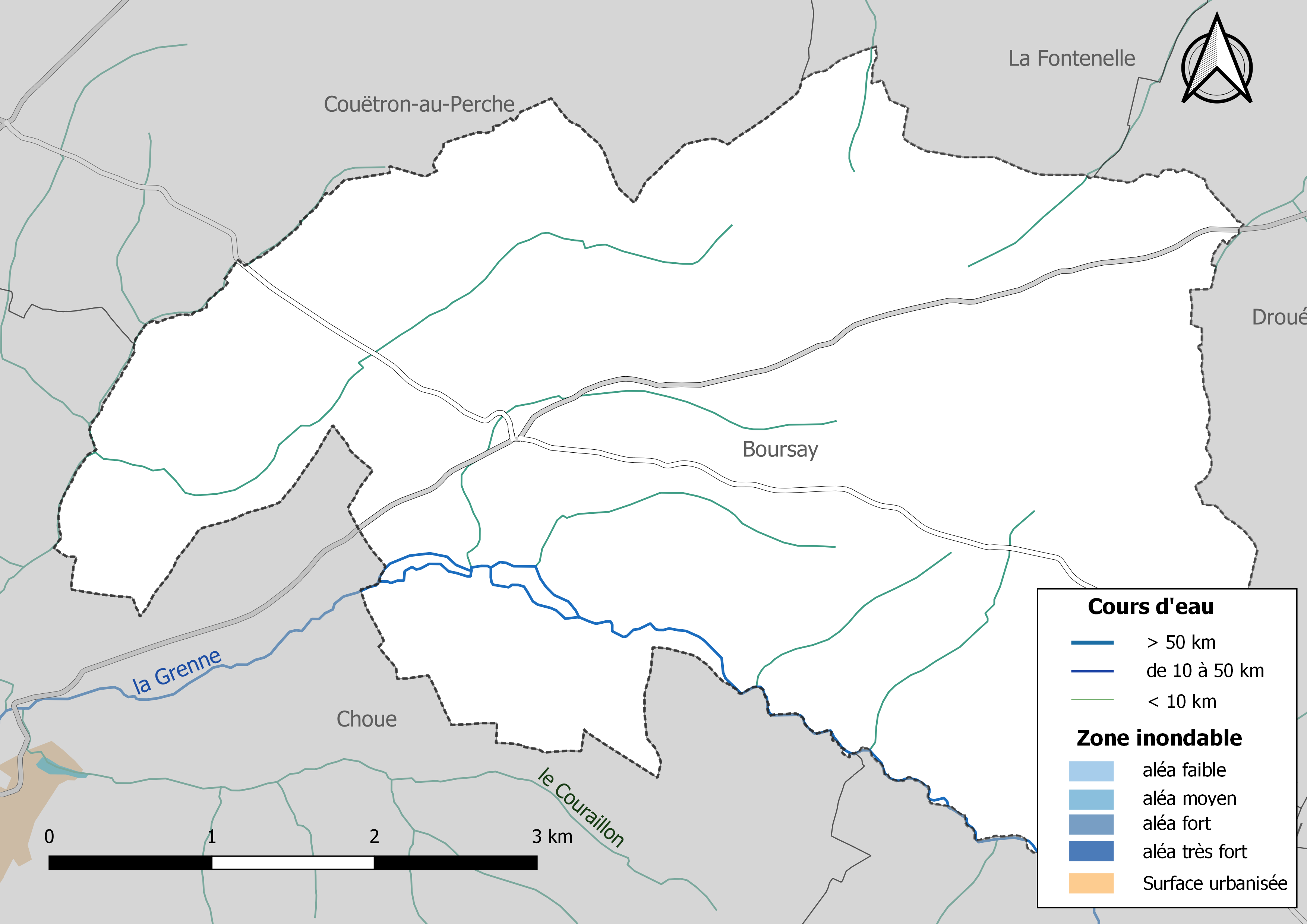
Zones inondables de la commune de Boursay.

Les mouvements de terrains susceptibles de se produire dans la commune sont soit des mouvements liés au retrait-gonflement des argiles, soit des glissements de terrains. Le phénomène de retrait-gonflement des argiles est la conséquence d'un changement d'humidité des sols argileux. Les argiles sont capables de fixer l'eau disponible mais aussi de la perdre en se rétractant en cas de sécheresse. Ce phénomène peut provoquer des dégâts très importants sur les constructions (fissures, déformations des ouvertures) pouvant rendre inhabitables certains locaux. La carte de zonage de cet aléa peut être consultée sur le site de l'observatoire national des risques naturels Georisques.

#### Risques technologiques
Le risque de transport de marchandises dangereuses dans la commune est lié à sa traversée par une canalisation de transport de gaz. Un accident se produisant sur une telle infrastructure est en effet susceptible d'avoir des effets graves au bâti ou aux personnes jusqu'à 350 m, selon la nature du matériau transporté. Des dispositions d'urbanisme peuvent être préconisées en conséquence.

## Histoire

### Antiquité et Moyen Âge
Histoire très largement romancée du village de Boursay:
Boursay est depuis longtemps un carrefour. Elle voit passer la voie romaine est ouest qui relie Orléans (Genabum puis Aurelianis) au Mans (Cenomanii), puis dès le IXe siècle le chemin de Compostelle qui passe par Chartres pour rejoindre Tours.
Les Alains, tribus nomades d'Asie centrale, dévastent la région d'Orléans au Ve siècle avant de s'y fixer, d'où des traces toponymique (Allaines, Courtalain, Alainville) proches de Boursay. Leurs traces subsistent aussi dans le goût pour l'élevage de robustes chevaux de guerre (hypothèse non sourcée: la cavalerie lourde, cataphractes, est peut-être à l'origine du cheval percheron, à l'usage plus pacifique) comme dans la pratique du tir à l'arc dans les championnats inter-villages.
Selon certains historiens amateurs dotés d'un grand sens de l'humour et d'une imagination débordante: "La commune est active dès le haut Moyen Âge dans le commerce de l'argent et des monnaies, d'où son nom pittoresque, selon certains toponymistes. Du VIIIe au XIVe siècle, Boursay attirait deux grands marchés par an à la Saint Pierre et à la Saint Gilles, lesquels duraient plusieurs semaines et rassemblaient des marchands venant des actuelles régions Île-de-France, Centre, Pays de Loire et même du Poitou-Charente. En effet, Boursay se situait sur les limites nord-est de ce qui devenait l'empire Plantagenêt qui s'étendait du sud de l'Aquitaine à l'Écosse avec un Cœur (dit de Lion) dans l'Angevin. Les échanges marchands et financiers entre les zones d'influence des rois de France et d'Angleterre ne pouvaient se faire que sur de petites seigneuries apparaissant comme neutre et commercialement bien placées ; Boursay fut l'une de ces zones et en tira profit pendant deux siècles, comptant jusqu'à 2 500 habitants en période calme, mais en accueillant 25 000 pendant les foires. Les grandes épidémies de peste, et notamment celle de 1396 eurent raison de ce dynamisme. Boursay tomba alors dans la léthargie et sous la domination des seigneurs de Mondoubleau qui se manifeste encore aujourd'hui de manière dans l'intercommunalité des communes du Perche[réf. nécessaire]. "
Du VIIe au XIe siècle, la commune connut aussi une petite activité sidérurgique qui déclina quand l'extension de l'agriculture eut achevé la mise à bas des forêts primaires.
Terre de contact entre la féodalité angevine et la province normande, le village est aujourd'hui encore partagé, par ses toits ; certaines rues  voient leurs maisons presque entièrement couvertes d'ardoise, quand d'autres sont recouvertes de tuiles plates. Dans la même veine, le village se partage par les adeptes du bardage bois vertical et ceux du bardage à planches horizontales.

### Temps modernes
La seigneurie de Boursay appartenait au religieuses bénédictines de l'abbaye Saint-Avit-les-Guêpières qui la donnèrent à bail pour 99 ans à Gilles de Voré (mort en 1611) seigneur de l'Espicière, bail signé au premier trimestre 1603 par devant Barthélemy Guichelin notaire à Châteaudun.

### Révolution française et Empire
Le décret de l'Assemblée nationale du 12 novembre 1789 décrète qu'« il y aura une municipalité dans chaque ville, bourg, paroisse ou communauté de campagne », mais ce n'est qu'avec le décret de la Convention nationale du 10 brumaire an II (31 octobre 1793) que la paroisse de Boursay devient formellement « commune de Boursay »,.
En 1790, dans le cadre de la création des départements, la municipalité est rattachée au canton de Droué et au district de Mondoubleau. Les cantons sont supprimés, en tant que découpage administratif, par une loi du 26 juin 1793, et ne conservent qu'un rôle électoral, permettant l'élection des électeurs du second degré chargés de désigner les députés,. La Constitution du 5 fructidor an III, appliquée à partir de vendémiaire an IV (1795) supprime les districts, considérés comme des rouages administratifs liés à la Terreur, mais maintient les cantons qui acquièrent dès lors plus d'importance en retrouvant une fonction administrative. Enfin, sous le Consulat, un redécoupage territorial visant à réduire le nombre de justices de paix ramène le nombre de cantons en Loir-et-Cher de 33 à 24. Boursay est alors rattachée au canton de Droué et à l'Arrondissement de Vendôme par arrêté du 5 vendémiaire an X (26 septembre 1801),,. Cette organisation va rester inchangée pendant près de 150 ans.

### Époque contemporaine
L'arrivée du chemin de fer en 1865 relança l'activité de Boursay au détriment de sa grande rivale d'alors, La Chapelle-Vicomtesse. Pendant 80 ans, Boursay fut en effet relié à Paris et Bordeaux plusieurs fois par jour et un trafic important de céréales et chevaux transitait par la petite gare rurale. Pendant la Seconde Guerre mondiale, elle fut bombardée par les Allemands en mai et juin 1940 pour empêcher le gouvernement provisoire de gagner Bordeaux. Pendant quelques heures il fut même question d'y tenir le conseil des ministres car le train n'allait pas plus loin. Reconstruite en 1941, la gare de marchandise fut à nouveau visée, par la Résistance d'abord en 1943, puis par l'aviation alliée en 1944 pour freiner le reflux des Allemands. Les installations ferroviaires furent reconstruites en 1946-1947, mais le trafic déclina au profit du camion, de l'autocar puis de l'automobile.
Boursay qui avait été relativement protégé de l'exode rural par sa gare sur la ligne Bordeaux-Paris entra alors dans une grande léthargie et un déclin démographique qui l'amena à frôler le nombre de 200 habitants à la fin des années 1990, avant de se repeupler plus récemment avec l'arrivée de familles plus jeunes et de néo-ruraux en résidence secondaire ou parfois principale.
L'abandon de la voie ferrée traditionnelle, qui s'arrête aujourd'hui à Courtalain-Saint Pellerin, est compensé par le développement potentiel attendu de la création de la gare d'interconnexion TGV à Courtalain, laquelle serait ainsi à moins de 35 minutes de Paris, moins de 2 heures de Nantes et moins de 3 heures de Bordeaux.

## Politique et administration

### Rattachements administratifs et électoraux

#### Rattachements administratifs
La commune se trouve dans l'arrondissement de Vendôme du département de Loir-et-Cher.
Elle faisait partie depuis 1793 du canton de Droué. Dans le cadre du redécoupage cantonal de 2014 en France, cette circonscription administrative territoriale a disparu, et le canton n'est plus qu'une circonscription électorale.

#### Rattachements électoraux
Pour les élections départementales, la commune fait partie depuis 2014 du canton du Perche
Pour l'élection des députés, elle fait partie de la  troisième circonscription de Loir-et-Cher.

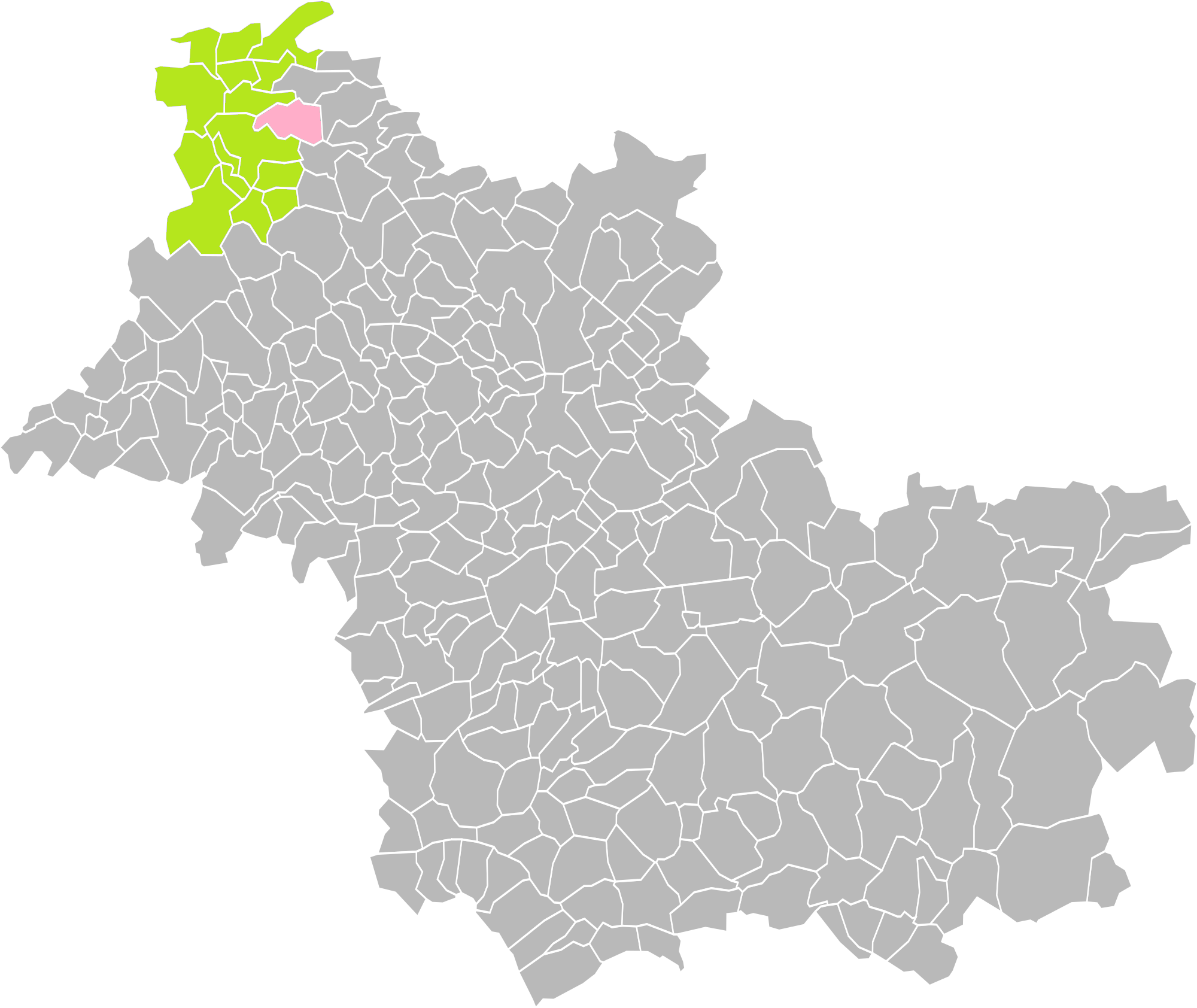
Boursay dans l'intercommunalité en 2016.
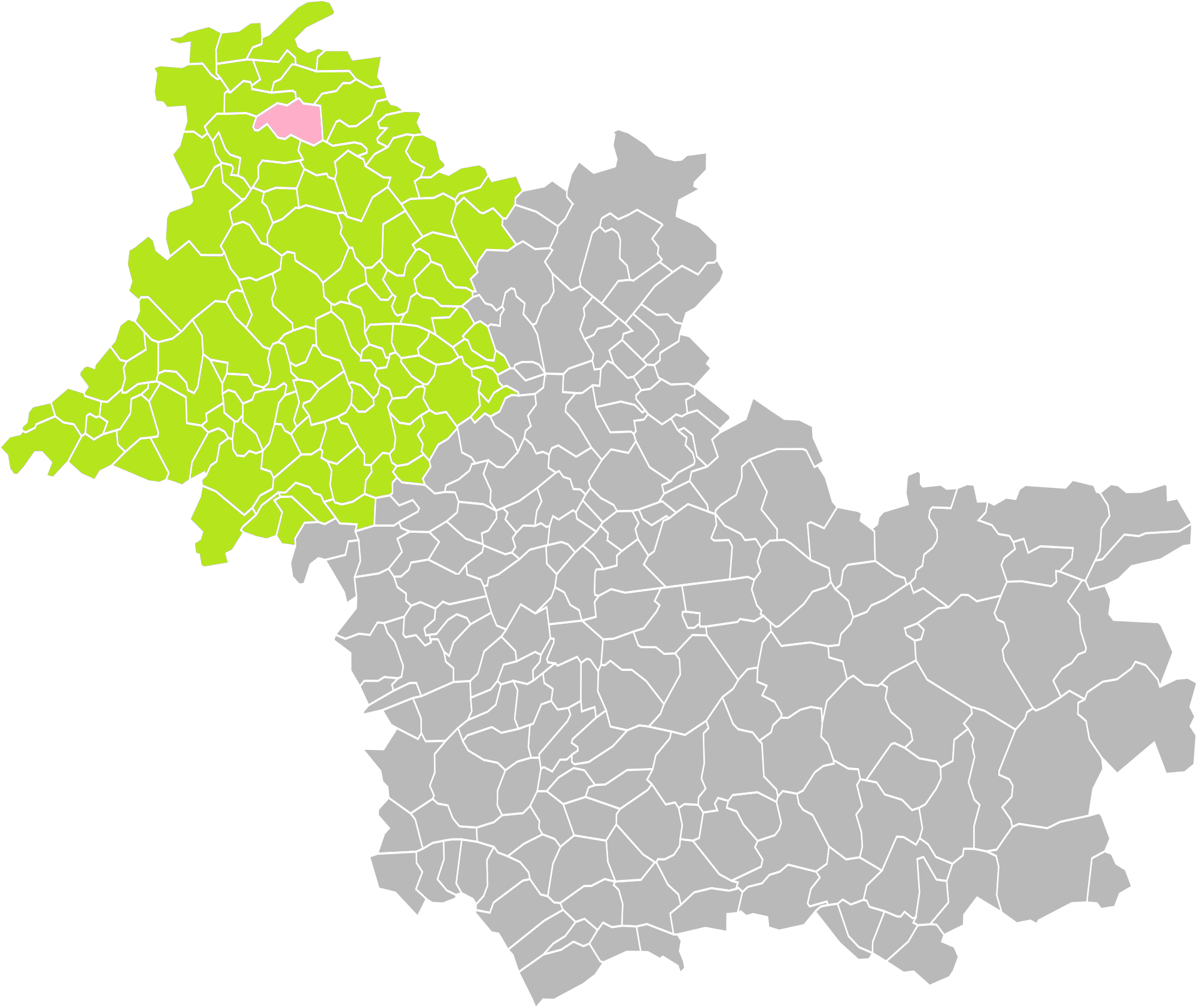
Boursay dans l'arrondissement de Vendôme en 2016.
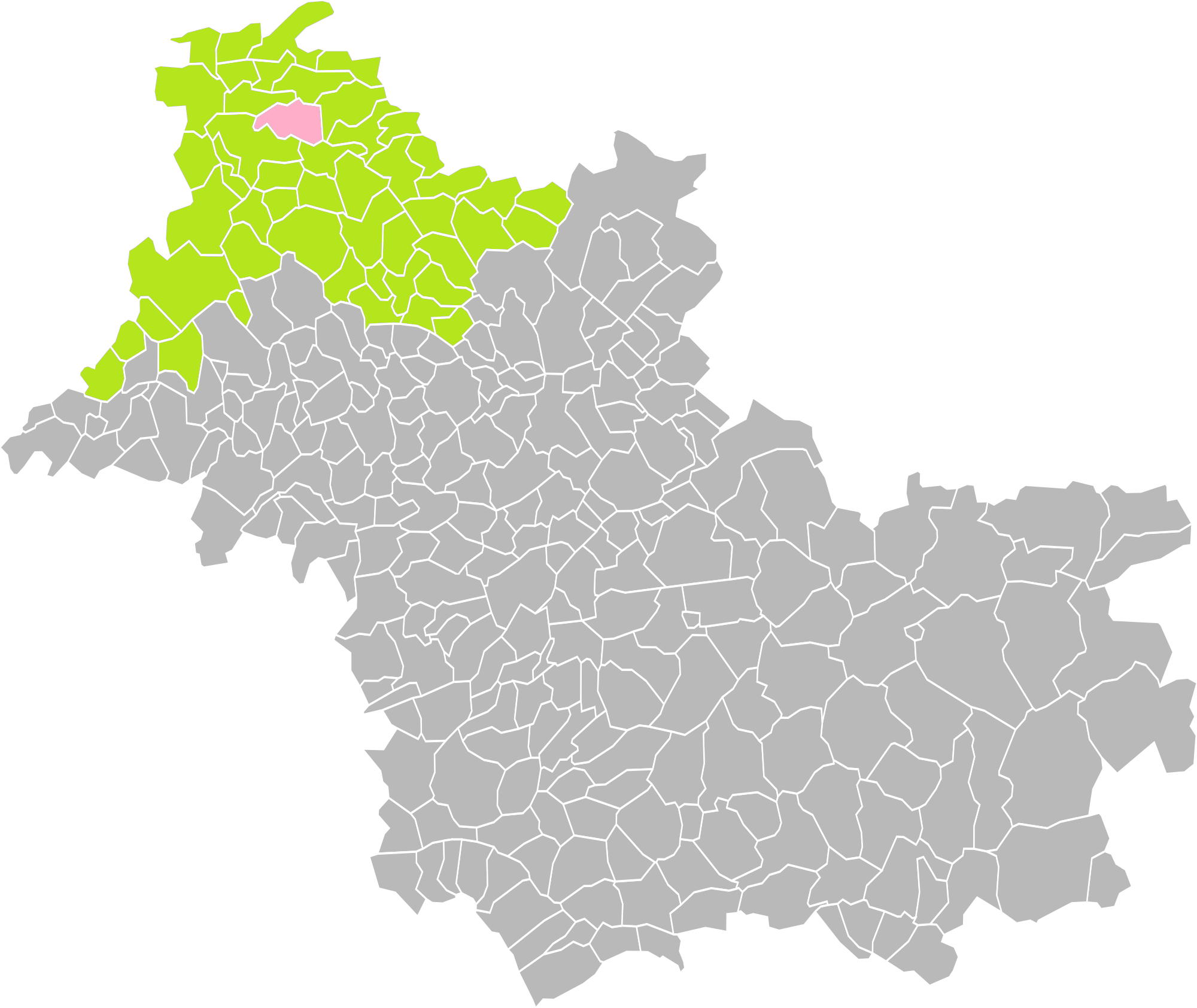
Boursay dans le canton du Perche en 2016.

### Intercommunalité
Boursay est membre de la communauté de communes du Pays du Coquelicot, un établissement public de coopération intercommunale (EPCI) à fiscalité propre créé fin 1993  et auquel la commune a transféré un certain nombre de ses compétences, dans les conditions déterminées par le code général des collectivités territoriales.

### Administration municipale
Le conseil municipal de Boursay, commune de moins de 1 000 habitants, est élu au scrutin majoritaire plurinominal avec listes ouvertes et panachage. Compte tenu de la population communale, le nombre de sièges au conseil municipal est de 11. Le maire, à la fois agent de l'État et exécutif de la commune en tant que collectivité territoriale, est élu par le conseil municipal au scrutin secret lors de la première réunion du conseil suivant les élections municipales, pour un mandat de six ans, c'est-à-dire pour la durée du mandat du conseil.

### Liste des maires
| Période       | Période                        | Identité                            | Étiquette | Qualité                                                                                 |
| ------------- | ------------------------------ | ----------------------------------- | --------- | --------------------------------------------------------------------------------------- |
| 1792          | 1796                           | Julien Bonnefoy                     |           | Cordonnier                                                                              |
| 1797          | 1799                           | François Casimir Godet              |           |                                                                                         |
| 1799          | 1811                           | François Eustache Bouquerel         |           |                                                                                         |
| 1811          | 1815                           | Louis Besse                         |           |                                                                                         |
| 1815          | 1818                           | Jacques Côme Lhuerre                |           | Officier de santé                                                                       |
| 1818          | 1826                           | François Louis Bouquerel            |           | Percepteur, cultivateur                                                                 |
| 1826          | 1830                           | Louis Francois Cene                 |           | Marchand, propriétaire                                                                  |
| 1831          | 1857                           | Julien Amand André Dessommes        |           | Officier de santé, propriétaire                                                         |
| 1857          | 1860                           | René Berthelot                      |           |                                                                                         |
| 1860          | 1869                           | Jacques Julien Gautier              |           | Cultivateur                                                                             |
| 1870          | 1888                           | François Paul Forest                |           | Cultivateur, propriétaire                                                               |
| 1888          | 1908                           | Alexandre Pierre Bigot              |           |                                                                                         |
| 1910          | 1919                           | Félix Auguste Désiré Galas          |           | Agriculteur                                                                             |
| 1919          | 1947                           | Edmond Louis Alexandre Courtemanche |           | Cultivateur                                                                             |
| 1947          | 1965                           | René Louis Couturier                |           | Agriculteur Chevalier du mérite agricole du 15/05/1949                                  |
| 1965          | 1977                           | Maurice Quillout.                   |           | Agriculteur, Chevalier du mérite agricole, Croix de guerre                              |
| 1977          | 1989                           | Bernard Gagneau.                    |           | Cultivateur                                                                             |
| 1989          | 2001                           | Jean Blanquis                       |           | Ingénieur de l'aéronautique                                                             |
| 2001          | 2014                           | Gilles Dufrenoy.                    |           |                                                                                         |
| 2014          | 2022                           | Jean Roger Bourdin                  |           | Agriculteur Vice-président de la CC des Collines du Perche (2014 → 2020) Démissionnaire |
| novembre 2022 | En cours (au 16 décembre 2022) | Jean-Paul Robinet                   |           | Retraité de l'éducation nationale                                                       |

## Équipements et services publics

### Eau et assainissement
L'organisation de la distribution de l'eau potable, de la collecte et du traitement des eaux usées et pluviales relève des communes. La compétence eau et assainissement des communes est un service public industriel et commercial (SPIC).

#### Alimentation en eau potable
Le service d'eau potable comporte trois grandes étapes : le captage, la potabilisation et la distribution d'une eau potable conforme aux normes de qualité fixées pour protéger la santé humaine. En 2019, la commune est membre du syndicat intercommunal d'adduction d'eau potable de Boursay qui assure le service en le délégant à une entreprise privée, Saur dont le contrat arrive à échéance le 30 juin 2023.

#### Assainissement des eaux usées
En 2019, la commune de Boursay gère le service d'assainissement collectif en régie directe, c'est-à-dire avec ses propres personnels, avec le statut de régie à autonomie financière.
Quatre stations de traitement des eaux usées sont en service au 1er janvier 2019 sur le territoire communal : 
- « La Lucerie », un équipement utilisant la technique du lagunage naturel, avec prétraitement, dont la capacité est de 230 EH , mis en service le 1er juin 1989[63] ;
- « La Godinerie », un équipement utilisant la technique du filtre biologique, dont la capacité est de 50 EH , mis en service le 1er janvier 2000[64] ;
- « La Ravaudière », un équipement utilisant la technique du filtre biologique, dont la capacité est de 33 EH , mis en service le 1er juin 2003[65] ;
- « La Haye », un équipement utilisant la technique Faibl charge (boue acti.), dont la capacité est de 32 EH , mis en service le 1er juin 2006[66].

### Sécurité, justice et secours
La sécurité de la commune est assurée par la brigade de gendarmerie de Droué qui dépend du groupement de gendarmerie départementale de Loir-et-Cher installé à Blois.
En matière de justice, Boursay relève du conseil de prud'hommes de Blois, de la Cour d'appel d'Orléans (juridiction de Blois), de la Cour d'assises de Loir-et-Cher, du tribunal administratif de Blois, du tribunal de commerce de Blois et du tribunal judiciaire de Blois.

## Population et société

### Démographie

#### Évolution démographique
L'évolution du nombre d'habitants est connue à travers les recensements de la population effectués dans la commune depuis 1793. Pour les communes de moins de 10 000 habitants, une enquête de recensement portant sur toute la population est réalisée tous les cinq ans, les populations de référence des années intermédiaires étant quant à elles estimées par interpolation ou extrapolation. Pour la commune, le premier recensement exhaustif entrant dans le cadre du nouveau dispositif a été réalisé en 2005.

En 2022, la commune comptait 179 habitants, en évolution de +5,92 % par rapport à 2016 (Loir-et-Cher : −1,15 %, France hors Mayotte : +2,11 %).
| 1793 | 1800 | 1806 | 1821 | 1831 | 1836 | 1841 | 1846 | 1851 |
| ---- | ---- | ---- | ---- | ---- | ---- | ---- | ---- | ---- |
| 618  | 705  | 744  | 753  | 818  | 848  | 843  | 811  | 721  |

| 1856 | 1861 | 1866 | 1872 | 1876 | 1881 | 1886 | 1891 | 1896 |
| ---- | ---- | ---- | ---- | ---- | ---- | ---- | ---- | ---- |
| 733  | 735  | 707  | 688  | 682  | 644  | 633  | 645  | 652  |

| 1901 | 1906 | 1911 | 1921 | 1926 | 1931 | 1936 | 1946 | 1954 |
| ---- | ---- | ---- | ---- | ---- | ---- | ---- | ---- | ---- |
| 655  | 687  | 675  | 581  | 625  | 652  | 575  | 536  | 478  |

| 1962 | 1968 | 1975 | 1982 | 1990 | 1999 | 2005 | 2006 | 2010 |
| ---- | ---- | ---- | ---- | ---- | ---- | ---- | ---- | ---- |
| 431  | 378  | 284  | 229  | 190  | 203  | 226  | 226  | 206  |

| 2015 | 2020 | 2022 | - | - | - | - | - | - |
| ---- | ---- | ---- | - | - | - | - | - | - |
| 173  | 180  | 179  | - | - | - | - | - | - |

#### Pyramide des âges
En 2018, le taux de personnes d'un âge inférieur à 30 ans s'élève à 23,3 %, soit en dessous de la moyenne départementale (31,3 %). À l'inverse, le taux de personnes d'âge supérieur à 60 ans est de 39,5 % la même année, alors qu'il est de 31,6 % au niveau départemental.
En 2018, la commune comptait 88 hommes pour 83 femmes, soit un taux de 51,46 % d'hommes, largement supérieur au taux départemental (48,55 %).
Les pyramides des âges de la commune et du département s'établissent comme suit.
| Hommes | Classe d’âge | Femmes |
| ------ | ------------ | ------ |
| 0,0    | 90 ou +      | 1,1    |
| 5,4    | 75-89 ans    | 9,2    |
| 31,2   | 60-74 ans    | 32,2   |
| 23,7   | 45-59 ans    | 18,4   |
| 15,1   | 30-44 ans    | 17,2   |
| 11,8   | 15-29 ans    | 8,0    |
| 12,9   | 0-14 ans     | 13,8   |

| Hommes | Classe d’âge | Femmes |
| ------ | ------------ | ------ |
| 1,1    | 90 ou +      | 2,6    |
| 9,2    | 75-89 ans    | 11,9   |
| 19,7   | 60-74 ans    | 20,4   |
| 20,7   | 45-59 ans    | 20     |
| 16,5   | 30-44 ans    | 16,2   |
| 15,2   | 15-29 ans    | 13,2   |
| 17,6   | 0-14 ans     | 15,7   |

## Économie

### Secteurs d'activité
Le tableau ci-dessous détaille le nombre d'entreprises implantées à Boursay selon leur secteur d'activité et le nombre de leurs salariés :
|                                                              | total | % com (% dep) | 0 salarié | 1 à 9 salarié(s) | 10 à 19 salariés | 20 à 49 salariés | 50 salariés ou plus |
| ------------------------------------------------------------ | ----- | ------------- | --------- | ---------------- | ---------------- | ---------------- | ------------------- |
| Ensemble                                                     | 36    | 100,0 (100)   | 32        | 4                | 0                | 0                | 0                   |
| Agriculture, sylviculture et pêche                           | 18    | 50,0 (11,8)   | 16        | 2                | 0                | 0                | 0                   |
| Industrie                                                    | 0     | 0,0 (6,5)     | 0         | 0                | 0                | 0                | 0                   |
| Construction                                                 | 1     | 2,8 (10,3)    | 1         | 0                | 0                | 0                | 0                   |
| Commerce, transports, services divers                        | 13    | 36,1 (57,9)   | 12        | 1                | 0                | 0                | 0                   |
| dont commerce et réparation automobile                       | 2     | 5,6 (17,5)    | 2         | 0                | 0                | 0                | 0                   |
| Administration publique, enseignement, santé, action sociale | 4     | 11,1 (13,5)   | 3         | 1                | 0                | 0                | 0                   |
| Champ : ensemble des activités.                              |       |               |           |                  |                  |                  |                     |

Le secteur agricole est important puisqu'il représente 50 % du nombre d'entreprises de la commune (18 sur 36), contre 11,8 % au niveau départemental.
Sur les 36 entreprises implantées à Boursay en 2016, 32 ne font appel à aucun salarié et quatre comptent un à neuf salariés.
Au 1er juillet 2017, la commune est classée en zone de revitalisation rurale (ZRR), un dispositif visant à aider le développement des territoires ruraux principalement à travers des mesures fiscales et sociales. Des mesures spécifiques en faveur du développement économique s'y appliquent également.

### Agriculture
En 2010, l'orientation technico-économique de l'agriculture dans la commune est la polyculture et le polyélevage. Le département a perdu près d'un quart de ses exploitations en 10 ans, entre 2000 et 2010 (c'est le département de la région Centre-Val de Loire qui en compte le moins). Cette tendance se retrouve également au niveau de la commune où le nombre d'exploitations est passé de 33 en 1988 à 20 en 2000 puis à 20 en 2010. Parallèlement, la taille de ces exploitations augmente, passant de 46 ha en 1988 à 83 ha en 2010. 
Le tableau ci-dessous présente les principales caractéristiques des exploitations agricoles de Boursay, observées sur une période de 22 ans : 
|                                      | 1988                 | 2000                 | 2010                 |
| Dimension économique                 | Dimension économique | Dimension économique | Dimension économique |
| ------------------------------------ | -------------------- | -------------------- | -------------------- |
| Nombre d'exploitations (u)           | 33                   | 20                   | 20                   |
| Travail (UTA)                        | 47                   | 25                   | 25                   |
| Surface agricole utilisée (ha)       | 1 527                | 1 361                | 1 664                |
| Cultures                             |                      |                      |                      |
| Terres labourables (ha)              | 1 208                | 1 182                | 1 549                |
| Céréales (ha)                        | 779                  | 712                  | 997                  |
| dont blé tendre (ha)                 | 626                  | 512                  | 707                  |
| dont maïs-grain et maïs-semence (ha) | 68                   | s                    | 53                   |
| Tournesol (ha)                       | 39                   | 54                   | s                    |
| Colza et navette (ha)                | 105                  | 167                  | 286                  |
| Élevage                              |                      |                      |                      |
| Cheptel (UGBTA)                      | 1429                 | 973                  | 1230                 |

#### Produits labellisés
Le territoire de la commune est intégré aux aires de productions de divers produits bénéficiant d'une indication géographique protégée (IGP) : le vin Val-de-loire, les volailles de l’Orléanais et les volailles du Maine,.

## Culture locale et patrimoine

### Lieux et monuments
- Chemin des Trognes.
- Centre européen des trognes.
- Musée de la Guerre ferroviaire.
- Moulin de la Galette.
- Église Saint-Pierre, du XIIe siècle.
- Château en ruine.

### Héraldique
| Blason de Boursay | Blason  | D'hermine aux trois carreaux de gueules ; au chef d'azur chargé de quatre losanges d'or. |
| Blason de Boursay | Détails | Création J.P Fernon (1991).                                                              |